# 22865 Amymoffett
22865 Amymoffett è un asteroide della fascia principale. Scoperto nel 1999, presenta un'orbita caratterizzata da un semiasse maggiore pari a 2,9731111 UA e da un'eccentricità di 0,1369328, inclinata di 5,16776° rispetto all'eclittica.